# کبوتر قرقاولی
کبوتر قرقاولی (نام علمی: Otidiphaps nobilis)، گونه‌ای از کبوترهای بزرگ زمینی است. این تنها گونه از جنس تک‌نماد Otidiphaps است. کبوتر قرقاولی در جنگل‌های بارانی اولیه گینه نو و جزایر مجاور یافت می‌شود. عمدتاً در نواحی تپه‌ای و کوهستانی پایین قرار دارد، اما می‌توان آن را در مناطق پست نیز یافت.
برخی از نویسندگان چهار زیرگونه را به عنوان چهار گونه مختلف می‌شناسند، یک الگوی آرایه‌شناسی که توسط IUCN دنبال می‌شود.